# Dödsklockan (film)
Dödsklockan är en svensk TV-film från 1999 av Daniel Alfredson med Anders Ekborg, Keve Hjelm m.fl.

## Handling
Ett jaktlag träffas inför den årliga älgjakten. Första kvällen blir de rejält berusade och genomför en onykter bussfärd. Under färden blir de skyldiga till en hemsk olycka som de bestämmer sig för att hålla tyst om. Lögner, svek, utpressning, till sist kan ingen i jaktlaget lita på någon av de andra.

## Om filmen
Filmens manus baserades på romanen Dödsklockan av Kerstin Ekman.

## Rollista (i urval)
- Anders Ekborg - Måns Westling
- Tova Magnusson-Norling - Eva Westling
- Keve Hjelm - Gustaf Åkerman
- Tomas Pontén - Erik Emilsson
- Gösta Bredefeldt - Georg Mård
- Loa Falkman - Klas Bodin
- Hugo Emretsson - Pelle Mård
- Jacob Nordenson - Richard Turesson
- Donald Högberg - Anders Flod
- Rasmus Troedsson - Domare
- Ylva Lööf - Clara Bodin
- Mattias Lindström - Drevkarl